# Viktor Đukanović
Viktor Đukanović, né le 29 janvier 2004 à Nikšić au Monténégro, est un footballeur international monténégrin qui évolue au poste d'ailier gauche au Dunajská Streda, en prêt de Hammarby IF.

## Biographie

### En club

#### Budućnost Podgorica
Né à Nikšić au Monténégro, Viktor Đukanović est formé par le FK Sutjeska Nikšić avant de poursuivre sa formation au Budućnost Podgorica, club qui lui permet de faire ses débuts en professionnel le 29 novembre 2020, à seize ans, lors d'une rencontre de championnat face au FK Rudar Pljevlja. Il entre en jeu et se fait remarquer en inscrivant également son premier but en professionnel seulement deux minutes après son entrée en jeu, participant ainsi à la victoire de son équipe par quatre buts à deux.
Đukanović s'impose dès sa première saison en équipe première, contribuant au sacre de son équipe, sacrée Championne du Monténégro en 2021, et obtenant ainsi le premier titre de sa carrière. Il se révèle alors comme l'un des joueurs les plus prometteurs du pays.
Đukanović se fait remarquer lors des matchs de qualifications pour la Ligue Europa Conférence 2022-2023, étant auteur d'un doublé le 14 juillet 2022 contre le KF Llapi Podujeve, permettant à son équipe de faire match nul (2-2), et de se qualifier pour le tour suivant, alors qu'elle s'était imposée au match aller le 7 juillet (2-0).

#### Hammarby IF
Le 6 janvier 2023, Viktor Đukanović rejoint la Suède afin de s'engager en faveur du Hammarby IF. Il signe un contrat courant jusqu'en décembre 2027. Avec 11 buts inscrits, il termine troisième meilleur buteur du championnat de Suède 2023.

#### Prêt au Standard de Liège
Viktor Đukanović prend la direction de la Belgique et du Standard de Liège le 30 juillet 2024. Il arrive sous la forme d'un prêt avec option d'achat. Il joue ses premières minutes sous la vareuse rouge le 9 août 2024 à Sclessin contre le KV Malines (0-0).

#### Prêt au Dunajská Streda
Lors du mercato hivernal 2024-2025, le Standard écourte la durée de son prêt et le renvoie dans son club qui le prête à nouveau immédiatement dans la foulée au Dunajská Streda jusqu'à la fin de la saison,.

### En sélection
Viktor Đukanović représente l'équipe du Monténégro des moins de 17 ans. Il joue au total neuf matchs et marque quatre buts en 2020.
Viktor Đukanović honore sa première sélection avec l'équipe nationale du Monténégro le 14 juin 2022, face à la Roumanie. Ce jour-là il entre en jeu en cours de partie à la place de Nikola Krstović, et son équipe s'impose par trois buts à zéro.

## Palmarès
Budućnost Podgorica
- Championnat du Monténégro (1) :
  - Champion : 2020-21.